# Futuristisches Porträt
Futuristisches Porträt oder Porträt und teilweise auch Studie für ein Porträt sind Titel dreier ähnlicher Gemälde der russischen Künstlerin Ljubow Popowa aus dem Jahre 1914/15. Die kubofuturistischen Gemälde zeigen eine Frau als Brustbild. Eines der Werke wurde vermutlich auf der Ausstellung Die letzte futuristische Ausstellung der Malerei 0,10 (Null–Zehn) 1915–16 in Petrograd erstmals gezeigt, es ist allerdings unklar, welches der drei.
Das Futuristische Porträt gehört mit Der Pianist, Frau mit einer Gitarre und Porträt eines Philosophen zu den Porträtgemälden von Popowa von 1915, die eine wichtige Werkgruppe in ihrer kubofuturistischen Phase bilden.

## Bildbeschreibung
Alle drei Gemälde zeigen eine rothaarige Frau mit einem flachen, gelben oder orangen Hut als Brustbild. Die Frau trägt ein grünes Oberteil. Ihre Haare schauen links etwas unter ihrem Hut hervor. Das gesamte Bild ist durch schräge Achsen aufgebrochen und in Bestandteile zerlegt und teilweise zu geometrischen Formen aufgelöst. Dominierende Farben sind schwarz, grau und weiß sowie braun im Hintergrund, sowie grün, gelb, blau und rot für Teile der Figur sowie in zwei Varianten Schriftzüge im Vordergrund. Die Versionen in Tula und Thessaloniki sind mit dem Schriftzug „CUB[O] FUTURISMO“ im rechten unteren Viertel des Bildes versehen, die Version in Moskau mit „ARL[…]“ und „RBA“. Die abweichenden Schriftzüge sind neben den unterschiedlichen Formaten (das Moskauer Bild ist wesentlich kleiner oder größer als die beiden anderen, die etwa gleich groß sind) der größte Unterschied zwischen den Bildern. Das Bild in Thessaloniki ist dem in Tula sehr ähnlich, letzteres nutzt im Hintergrund jedoch collagierte Zeitung. Auf dem Bild in Tula ist zudem ein Stern rechts oben abgebildet, ebenso wie auf dem Bild in Moskau. Dieser fehlt auf der Version in Thessaloniki.

## Entstehung und Einflüsse
Popowa schuf die Gemälde vermutlich 1915, vielleicht teilweise bereits 1914. Dabei ist weder die Reihenfolge geklärt, noch, welches der drei Werke Popowa für die fertige Version und welche als Studien betrachtete. Auf der Version in Thessaloniki befindet sich auf der Rückseite eine wohl 1914 entstandene Vorstudie für Popowas Italienisches Stillleben (Tretjakow-Galerie). Die Version in Moskau besitzt auf der Rückseite das Werk Uhr von 1914.
Anatoli Strigalew hält eines der drei Gemälde für das bei der Ausstellung 0,10 unter Katalognummer 94 gezeigte „Porträt“. Dabei präferiert er die Moskauer Version im Vergleich der Gemälde „hinsichtlich ihres Zustands, Materials und Formats“ ohne diese Wahl näher zu begründen.
Parallelen von Popowas kubofuturistischer Porträtmalerei wurden besonders im Werk Jean Metzinger gesehen, etwa bei seinen zwei Gemälden Die gelbe Feder (1912). Popowas Porträts unterschieden sich aber stärker in der Zerlegung der Figur und der stärkeren Organisation des Bildes in Flächen, wodurch ihre Malerei eine hohe Eigenständigkeit besitzt.

## Ausstellungen
- Die letzte futuristische Ausstellung der Malerei 0,10 (Null–Zehn), Kunstbüro von Nadeschda Dobytschin, Petrograd 1915–16 (unklar welche Version)
- Liubov Popova, Museum of Modern Art, New York 1991, anschließend Los Angeles County Museum of Art, 1991, Museum Ludwig, Köln 1991, Museo Reina Sofia, Madrid 1991–92 (Versionen Moskau und Thessaloniki)
- Auf der Suche nach 0,10 – Die letzte futuristische Ausstellung der Malerei, Fondation Beyeler, Riehen 2015 (Version Tula)